# Polycentropus bartolus
Polycentropus bartolus is een schietmot uit de familie Polycentropodidae. De soort komt voor in het Neotropisch en het Nearctisch gebied.